# Rythmes rouges
Pour plus de détails, voir Fiche technique et Distribution.
Rythmes rouges (titre original : Red Hot Rhythm) est un film américain réalisé par Leo McCarey, sorti en 1929.

## Fiche technique
- Titre : Rythmes rouges
- Titre original : Red Hot Rhythm
- Réalisation : Leo McCarey
- Scénario : Earl Baldwin, William M. Conselman, Walter DeLeon et Leo McCarey
- Costumes : Gwen Wakeling
- Photographie : John J. Mescall
- Son : Charles O'Loughlin et Ben Winkler
- Direction artistique : Edward C. Jewell
- Producteurs : William M. Conselman et Joseph P. Kennedy
- Directeur de production : Richard Blaydon
- Société de production : Pathé Exchange
- Société de distribution : Pathé Exchange
- Pays de production :  États-Unis
- Langue : Anglais
- Format : 1.20 : 1, 35 mm, noir et blanc
- Genre : Comédie dramatique, comédie musicale
- Durée :  75 minutes
- Date de sortie : 23 novembre 1929

## Distribution
- Alan Hale : Walter
- Kathryn Crawford : Mary
- Walter O'Keefe : Sam
- Josephine Dunn : Claire
- Anita Garvin : Mable
- Ilka Chase : Mrs. Fioretta
- Ernest Hilliard : Eddie Graham
- Harry Bowen : Whiffle
- Jimmy Clemons : Singe